# Spoorlijn Aberdeen - Inverness
De spoorlijn Aberdeen - Inverness, Engels: Aberdeen to Inverness Line, is een spoorlijn in Schotland. De lijn verbindt Aberdeen met Inverness. Passagiersdiensten worden uitgevoerd door ScotRail.
Er is enig goederenvervoer op de lijn. Station Elgin heeft een redelijk aanzienlijk goederenemplacement, terwijl Keith, Huntly en Inverurie kleinere losplaatsen voor goederentreinen hebben. Een nieuw goederenstation in Dyce (Raiths Farm) zal spoedig operationeel worden.